# Alfa Romeo 2uettottanta
L'Alfa Romeo 2uettottanta Concept Pininfarina (jeu de mots entre deux places, Duetto, nom des Alfa Romeo Spider (Duetto) de 1966, et Ottanta, quatre-vingts, en italien) est un concept-car de voiture de sport GT spider-roadster, présenté par Pininfarina au salon international de l'automobile de Genève 2010 pour célébrer à la fois les cent ans de la marque automobile italienne Alfa Romeo, les 80 ans du designer Pininfarina, et leur 80 ans de collaboration historique.

## Histoire
Ce concept car 2uettottanta est proposé par Pininfarina à Alfa Romeo pour succéder à ses précédentes créations Alfa Romeo Giulietta (1954-1962), Alfa Romeo Spider (Duetto) (1966-1994), Alfa Romeo GTV (1995-2005), et Alfa Romeo Spider (2006-1010)...

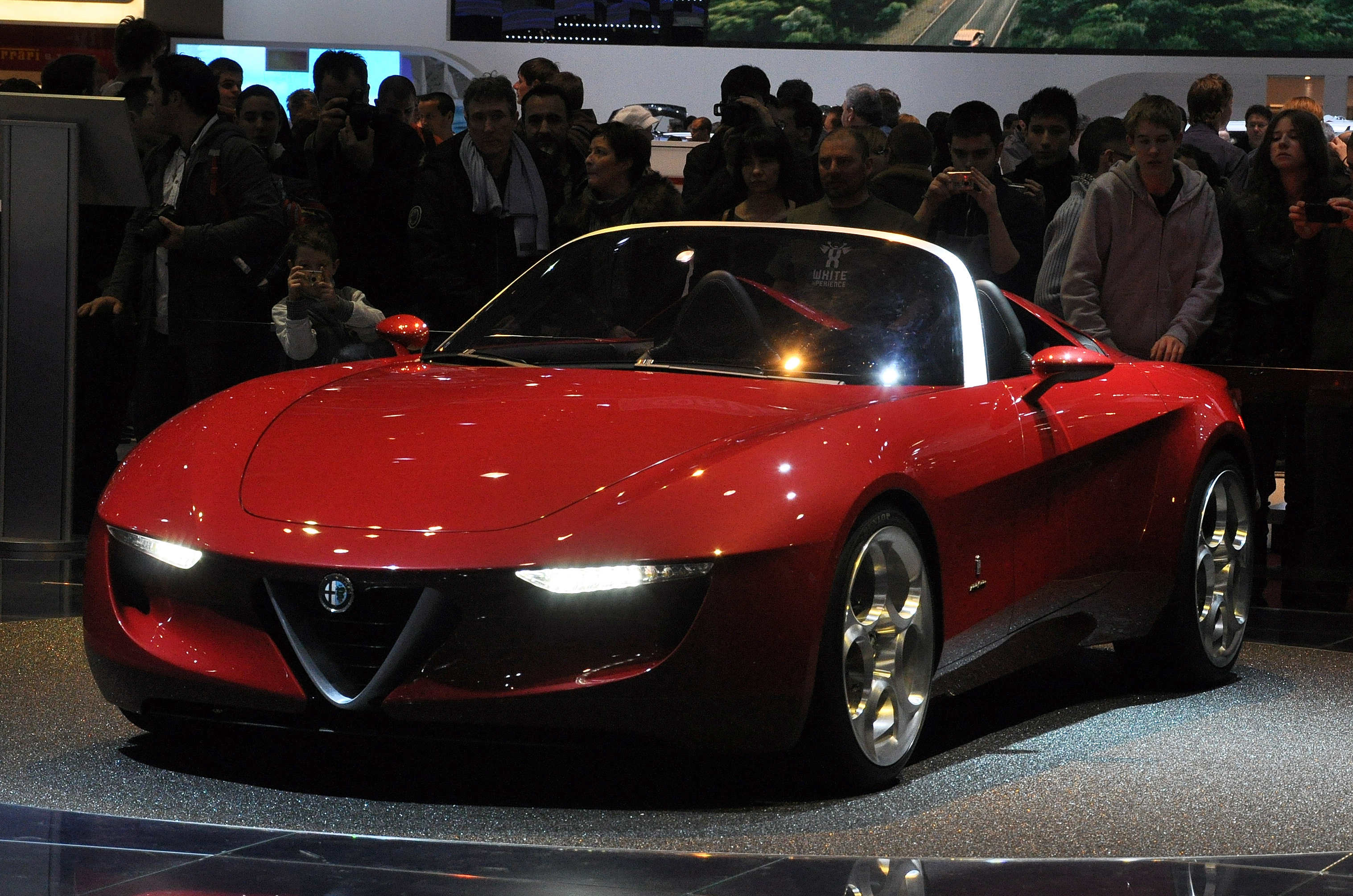
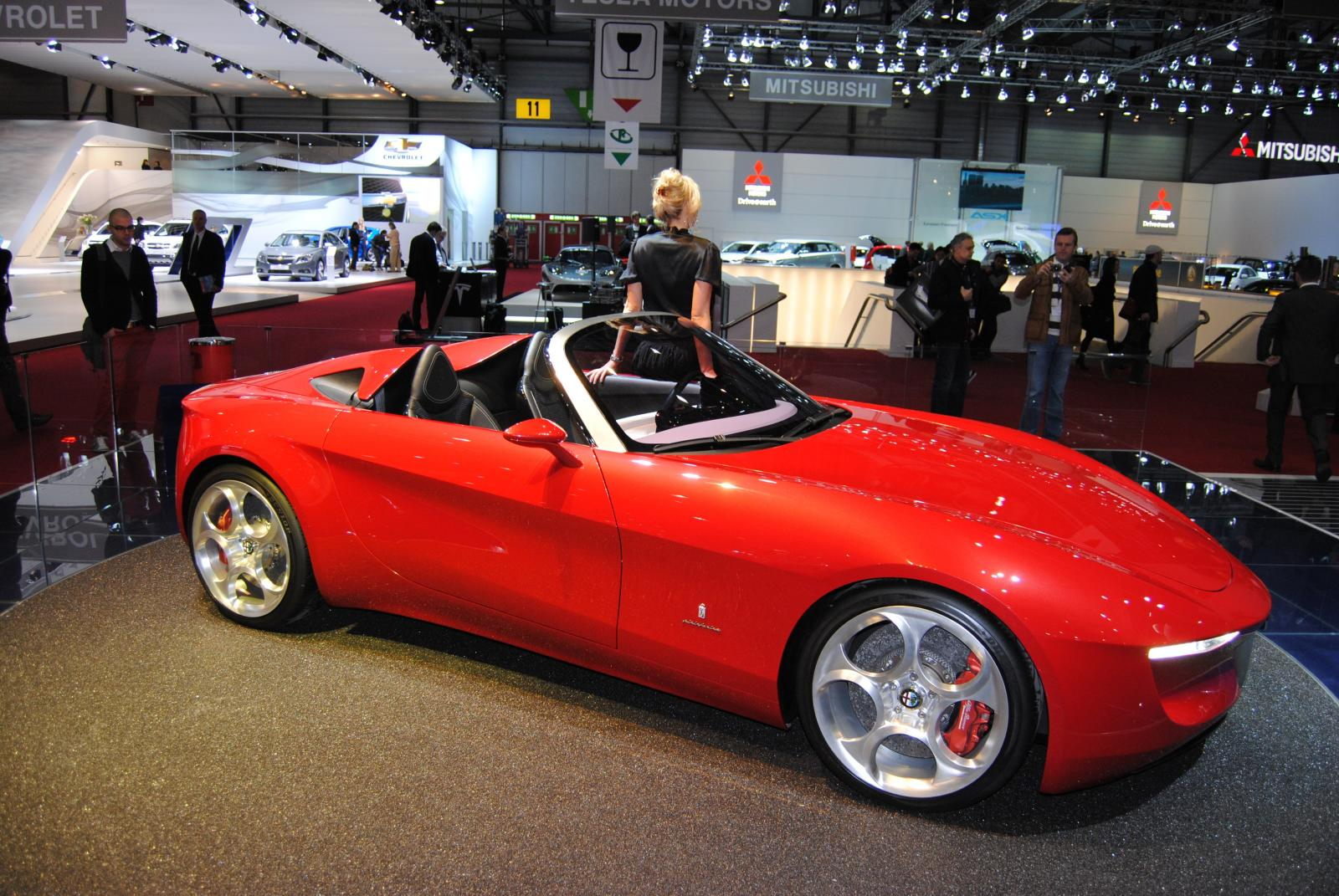

Elle est présentée au salon international de l'automobile de Genève 2010, en même temps que l'Alfa Romeo Pandion concept de son rival historique Bertone. Pininfarina célèbre avec ce modèle, ses 80 ans de collaboration historique avec Alfa Romeo, depuis entre autres l'Alfa Romeo 6C 1750 Gran Turismo Pininfarina de 1930.

### Carrosserie
La carrosserie néo-rétro est conçue par le chef designer Pininfarina Lowie Vermeersch (en), sous la direction de Paolo Pininfarina, inspirés entre autres des Alfa Romeo Spider (Duetto) de 1966, Mazda MX-5 (1989), Fiat Barchetta (1994), Alfa Romeo GTV (1995), Ferrari Rossa (2000), Alfa Romeo 8C Competizione (2003), et Alfa Romeo Spider (2006)...

### Motorisation
Elle est motorisée par un moteur 4 cylindres en ligne 1,8 L TBi (turbo injection) 16 soupapes de 235 ch, d'Alfa Romeo 159 de 2005,, d'Alfa Romeo Giulietta (2010), et Alfa Romeo 4C (de 240 ch) de 2014 (successeur de la série de moteur Twin-Cam Alfa Romeo)